# Hilarempis uniseta
Hilarempis uniseta är en tvåvingeart som beskrevs av Collin 1928. Hilarempis uniseta ingår i släktet Hilarempis och familjen dansflugor. Inga underarter finns listade i Catalogue of Life.